# Matilde Sánchez
Matilde Sánchez (Buenos Aires, 1958) es una escritora, periodista y traductora argentina.
A partir de 1982 desarrolló una profusa tarea en el campo del periodismo cultural, dirigiendo los suplementos de Cultura y Nación del diario argentino Clarín, así como la revista Ñ. Publicó, entre otras, las novelas La ingratitud (1992) y Los daños materiales (2011), además de haber recibido galardones y las becas Guggenheim y Knight-Wallace. El tema de los viajes es recurrente en su obra y, según la escritora Silvia Hopenhayn, este «aparece como una experiencia fundamental» desde sus primeras novelas.

## Biografía
Matilde Sánchez nació en 1958 en la ciudad de Buenos Aires, Argentina, y estudió en la Escuela Superior de Comercio Carlos Pellegrini. Su primer libro fue una biografía de Hebe de Bonafini, Historias de vida (1985). En 1992 publicó su primera novela, La ingratitud, dedicada a su padre y que transcurre en Berlín. Su hijo mayor es el periodista de rock Valentín Pauls, fruto de su relación con Cristian Pauls.
Las obras de Sánchez han recibido críticas favorables de parte de otros escritores, como del mexicano Carlos Fuentes, que calificó como notables en concreto a La ingratitud y sus dos siguientes novelas, El Dock (1993) y El desperdicio (2007). Beatriz Sarlo escribió que La ingratitud «es un texto notable por su inteligencia, por la acerada seguridad de la escritura sin vacilaciones y por la capacidad de exponer un drama de sentimientos con la misma distancia con que observa una ciudad extranjera». Daniel Link, por su parte, describió a Sánchez en su blog como una de las mejores escritoras de su generación. El escritor Miguel Vitagliano opinó que El Dock fue la mejor novela de la década de los 90.

## Obra

### Novelas
- La ingratitud (1992)
- El Dock (1993)
- El desperdicio (2007)
- Los daños materiales (2011)

### Otros
- Historias de vida (biografía de Hebe de Bonafini, 1985)
- Las reglas del secreto (antología comentada de la obra de Silvina Ocampo, 1993)
- Evita, imágenes de una pasión (biografía, 1997)
- La canción de las ciudades (relatos de viaje, 1999)
- Che: sueño rebelde (biografía, 2003)

## Premios y becas
- Beca Guggenheim
- Beca Knight Wallace
- Finalista del Premio Planeta de Novela por El Dock (1992)